# Lintea
Lintea – wieś w Rumunii, w okręgu Gorj, w gminie Scoarța. W 2011 roku liczyła 177 mieszkańców.